# Автошлях США 41
Автошлях США 41 (U.S. Route 41, або U.S. Highway 41 (US 41), є головним, пронумерованим шосе США напрямку північ-південь, що пролягає від Маямі, Флорида, до Верхнього півострова Мічигану. До 1949 року частина на півдні Флориди, від Наплс до Маямі, була автошляхом США 94. Південний кінець шосе розташовано у місцевості Брікелл у центрі міста Маямі на перехресті з проспектом Бріккл (автошлях США 1), а його північний кінець розташовувався на схід від Купер-Харбор, Мічиган, на скромній кулішці біля історичного державного парку Форт-Вілкінс на верхівці півострова Ківіна. Автошлях США 41 тісно паралельний міжштатній магістарлі 75 (I-75) від Наплс, Флорида, через Джорджію до Чаттануги, Теннессі.

## Опис шляху

### Флорида
У Флориді автошлях США 41 паралельний міжштатній магістаралі 75 на шляху від Маямі до Джорджії (на північній кордоні), й I-75 значною мірою витіснив автошлях США 41 як основну автомагістраль. 

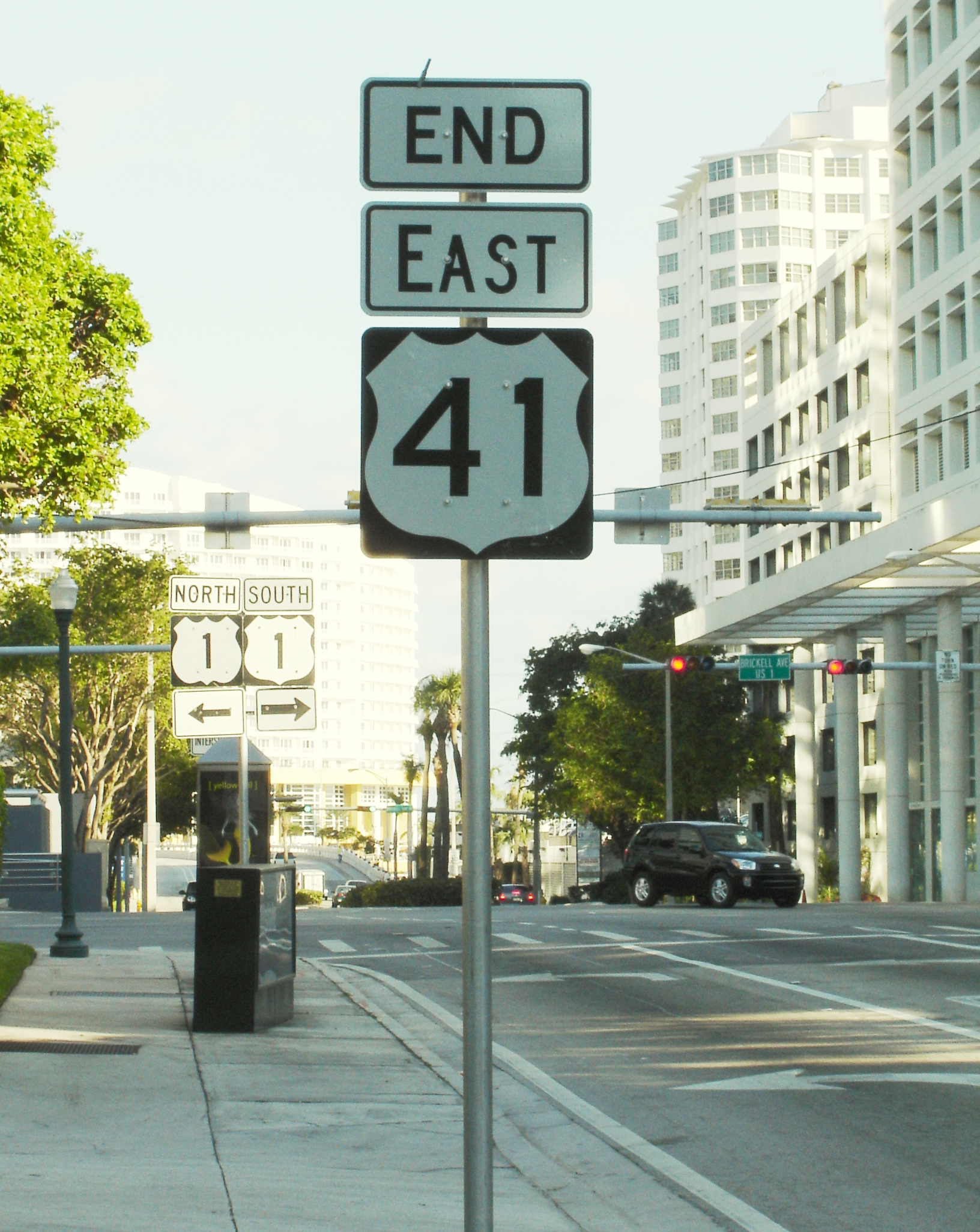
Південний кінець автошляху США 41 у автошляху США 1 у Маямі

Між Маямі та Наплсом автошлях США 41 перерізає півострів Флорида, проходячі через величезні дикі Еверглейди. Цея частина визначена Національним мальовничим шляхом. Шлях пролягає на схід-захід через національний заповідник Біг-Сайпрес, об’їжджаючи північну межу національного парку Еверглейдс приблизно на 32 км. Частина автошляху між Тампою та Маямі відома під назвою Таміамі трейл (походить від поєднання Там-па та Ма-ямі, двох кінців шляху), таким чином, ця ділянка дороги широко відома як Східна стежка (трейл), що пролягає зі сходу на захід по всій території штату, на відміну від дороги, що інакше відрізняється маршрутом північ - південь. У Наплс маршрут 41 змінює напрямок на перехресті з 5-ю авеню в центрі Наплса, повертаючи з заходу на північ у напрямку Тампи. 

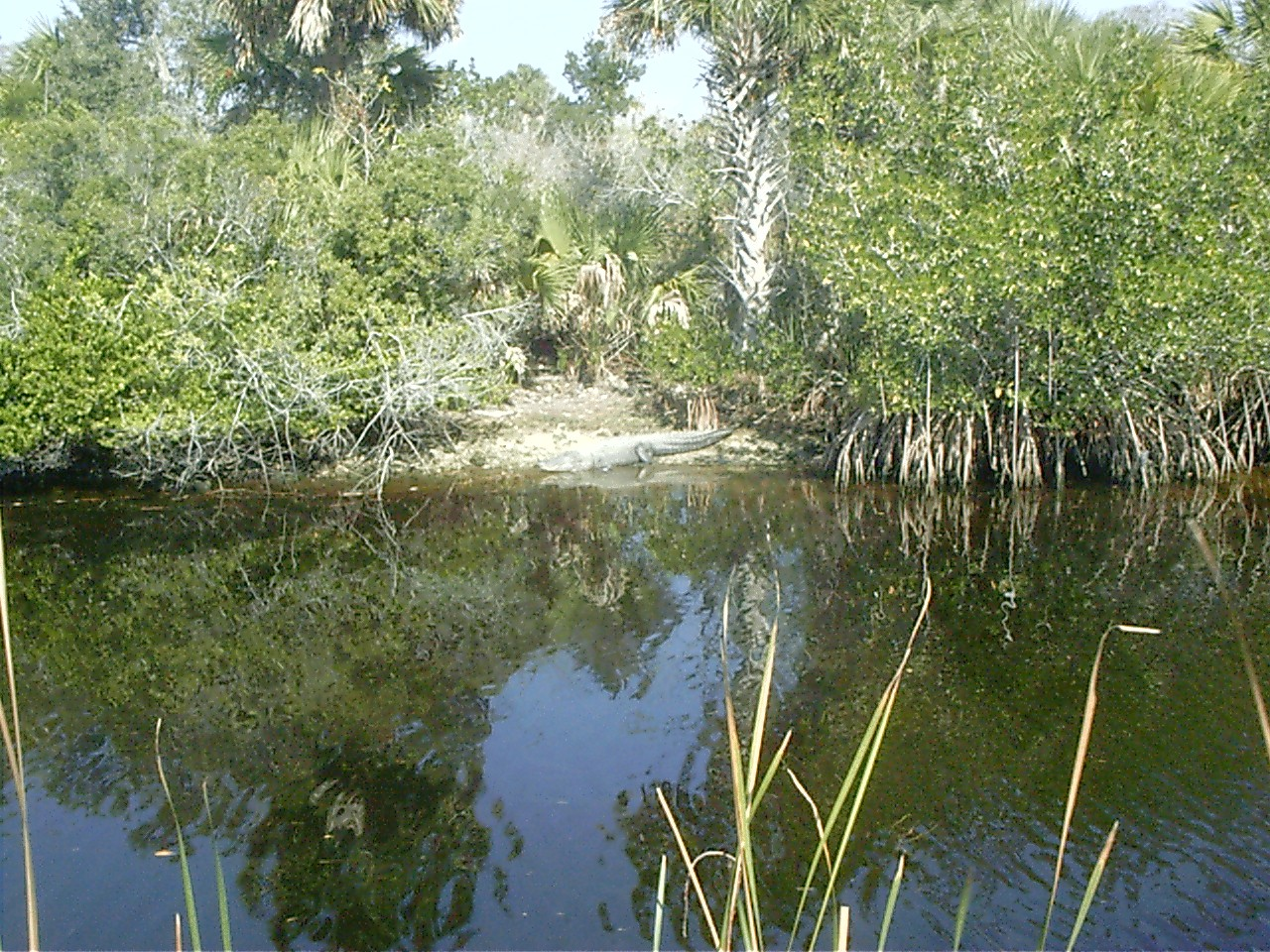
Алігатори - це звичайне видовище на мальовничій стежці Таміямі від Маямі до Наплс. На відміну від паралельної дороги, Аллігаторної алеї, стежка Таміямі - це лише одна смуга у кожному напрямку, і вона не має огорож, щоб уберегти дику природу від її перетину.

Коли Таміямі трейл просувається у повіт Хіллсборо, історичні громади Раскіна та Гібсонтона є найвищими точками на півдні повіту.
Автошлях США 41 розширяється до 6 смуг по всім північним передмістям Тампи. Значна частина автошляху США 41 збігається з безмаркірованою штатною дорогою 45 між Белл-Мід й Хай-Спрінгс.
У Північній Флориді автошлях США 41 пролягає по ДеСото трейл між Флорал-Сіті та Віллістоном і знову між Хай-Спрінгсом та Лейк-Сіті.

### Джорджія
У Джорджії автошлях США 41 паралельний міждержавній автостраді 75 на шляху від Флориди до Теннесі, а I-75 значною мірою витіснила автошлях США 41 як головну магістраль.
Перше велике місто в штаті Джорджія на північ від Флориди - Валдоста, хоча основний США 41 був перероблений, щоб пролягати по Внутрішній периметровій дорозі навколо Валдости. комерційний автошлях США 41 проходить через Валдосту.
Шосе проходить через міста Південної та Центральної Джорджії, включаючи Адел, Тіфтон, Корделе, Унаділла, Перрі, Ворнер-Робінс, Мейкон, Барнесвіл та Гріффін, до Великої Атланти. Атлантський моторних швидкісний шлях розташовано на автошляхах США 19 та 41 у місті Хемптон, на південь від Атланти. Бульваром Тара та Метрополітенським парковим шляхом проходать автошляхи США 19 й 41 на північ до Атланти. У Хапевіллі, недалеко від Атланти, шосе обслуговує північно-східну частину міжнародного аеропорту Хартсфілд - Джексон Атланта, й проходить біля штаб-квартири Delta Air Lines.
В Атланті автошлях США 41 йде через Нортсайд-Драйв навколо стадіону «Мерседес-Бенц», Всесвітнього конгрес-центру Джорджія та Філіпс-Арени. На північ від Атланти ділянка автомобільної дороги 41 між Атлантою та Марієттою була першою чотирисмуговою трасою у Джорджії, коли вона була завершена у 1938 році. Тепер Нортсайд-Парквей та Кобб-Парквей проводять США 41 через північні повіти Фултон та Кобб. Автошлях США 41 також проходять через Марієтту, Кеннесоу, Акворт, Картерсвілль, Адаірсвілль, Калхун та Далтон на шляху до Теннесі.

### Теннессі
Автошлях США 41, приєднавшись до автошляху США 76, в'їжджає в штат Теннессі на схід від I-75 на околиці Іст-Ріджа. Автошлях США 41 заходить у Чаттанугу. Потім він прямує через міста Лукоут долини, Джаспер та інші перед тим, як піднятися на плато Камберленд, пробігаючи через Трейсі-Сіті та Монтегл де спускається до Манчестера.
Після Монтеагл, автошлях США 41 входить до складу старого шосе Діксі, продовжується на північний захід до Пелхама, в повіті Гранді, потім проходить паралельно І-24 в Каунті, проходить через Хіллсборо, Манчестер та Бічгроув, перед вступом повітом Резерфорд. Звідти шосе продовжується по діагоналі через Мюрфрісборо, де шосе Діксі з'єднується з автошляхом США 70С. Національне поле битви на річці Стоун розташована на північно-західній стороні поблизу автошляхів США 41 / автошлях США 70С, що відбулася під час американської громадянської війни. Автошляхи США 41 / 70S йдуть на північний захід через Смірну та ЛаВернь до повіту Девідсон. Шлях проходить через Антіохію, перш ніж дійти до Нашвілла, де автошлях США 41 відділяється від  автошляху США 70S. Автошлях США 41 йде на північний захід й продовжується у поаіті Робертсон, проїжджаючи через Спрингфілд. Перед тим, як дістатися до Кентуккі, автошлях США 41 коротко проходить через поаіт Монтгомері.

### Кентуккі
У Кентуккі автошлях США 41 пролягає з півночі від річки Огайо до Гатрі у повіті Тодд. Між Індіаною та Кентуккі існує більш ніж сторічна прикордонна суперечка, що відображається маршрутом 41 США. Цей маршрут є одним з небагатьох місць, де кордон Кентуккі / Індіана відхиляється від річки Огайо.
Автошлях США 41 перетинає повіти: Тодд (Трентон і Гутрі) Вебстер (міста Себрі, Слотерс), Хопкінс (Гансон, Медісонвілл, Ерлінгтон та Нортонвіл), Крістіан (Хопкінсвілль),.

### Індіана
У штаті Індіана, США 41 йде від річки Огайо на півдні від Евансвілла до Чикаго на півночі.
Від Евансвілла  автошлях США  41 проходить через переважно сільські ділянки далекого заходу штату Індіана, місто Терре-Хот, Роквіль, Аттіка, Босвелла, Сідар-Лейк, Хаммонд.

### Іллінойс

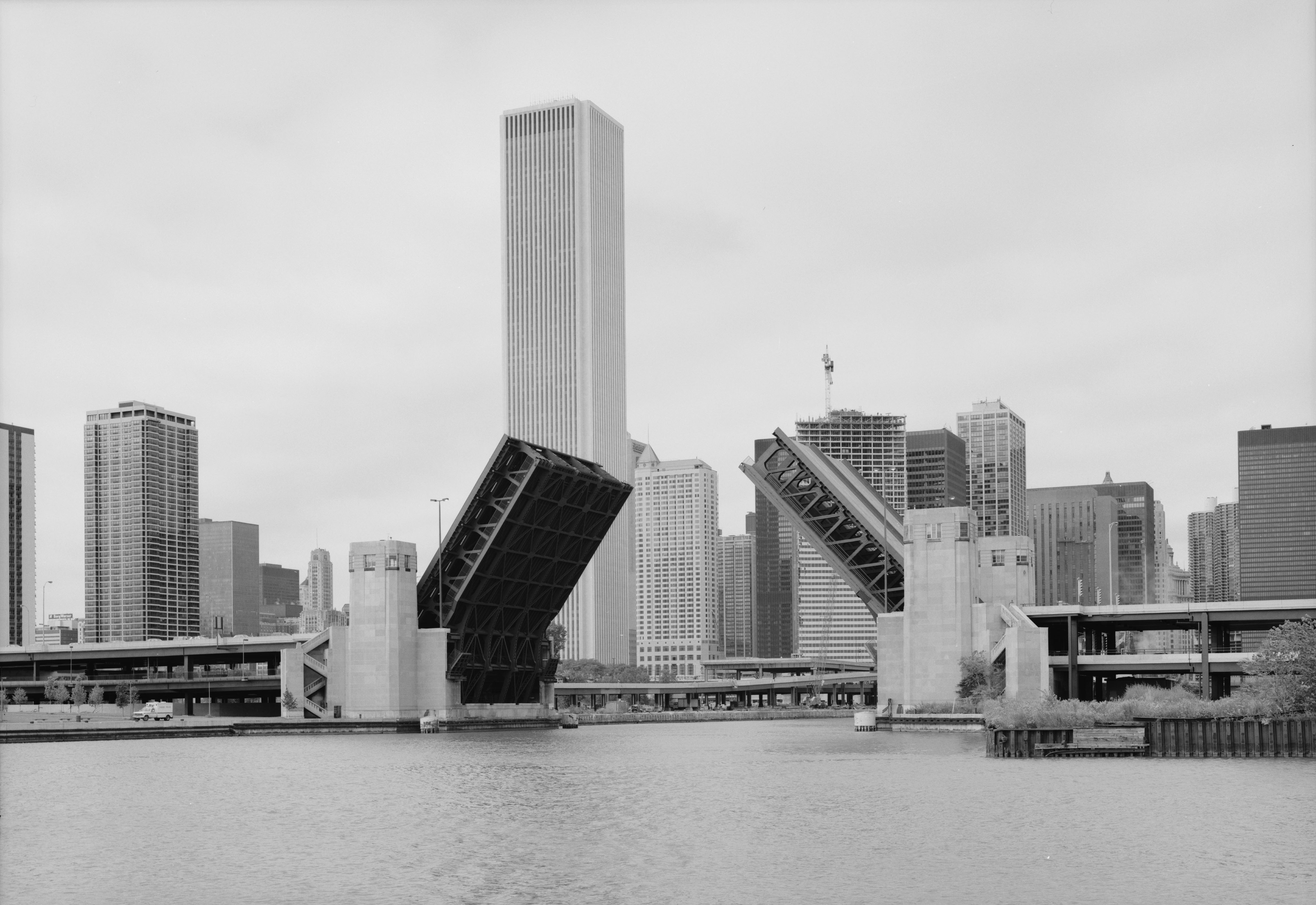
Двоповерховий міст, що несе Лейк-Шор-Драйв через річку Чикаго у 1987 році

Автошлях США 41 входить до меж міста Чикаго.
США 41, як Lake Shore Drive, проходить повз Музей науки та промисловості (на 57-й вулиці) в районі Гайд-парку. Звідси на північ, США 41 - це квазі-швидкісна дорога з занадто низькими мостами, щоб допускати вантажні автомобілі, і 45 миля/год (72 км/год)     зона швидкості та виходить на бульвар 53-ї вулиці / Гайд-парку, 50-ї вулиці, 47-ї вулиці, бульвар Оквуд, 31-а вулиця, Міждержавна 55 та 18-а вулиця. Після мостів I-55 США 41 передають McCormick Place, який є найбільшим конгрес-центром у Північній Америці. У цей момент проїжджа частина стає бульваром, що проходить через кампус музею ( Музей поля, акваріум Шедд і Адлеровий планетарій ) та Солдатське поле, будинок Чиказьких ведмедів ; доступ до цих визначних пам'яток надається на 18-й вулиці.

### Вісконсин
У Вісконсині  автошлях США  41 пролягає на північ і південь уздовж східного краю штату. Він проходить Плезант-Прерії, Мілвокі, Фонд-Дю-Лак, Ошкош, Епплтон, Грин Бей, Оконто, Пештіго, та дістається до кордону Мічигану у Марінетті.

### Мічиган

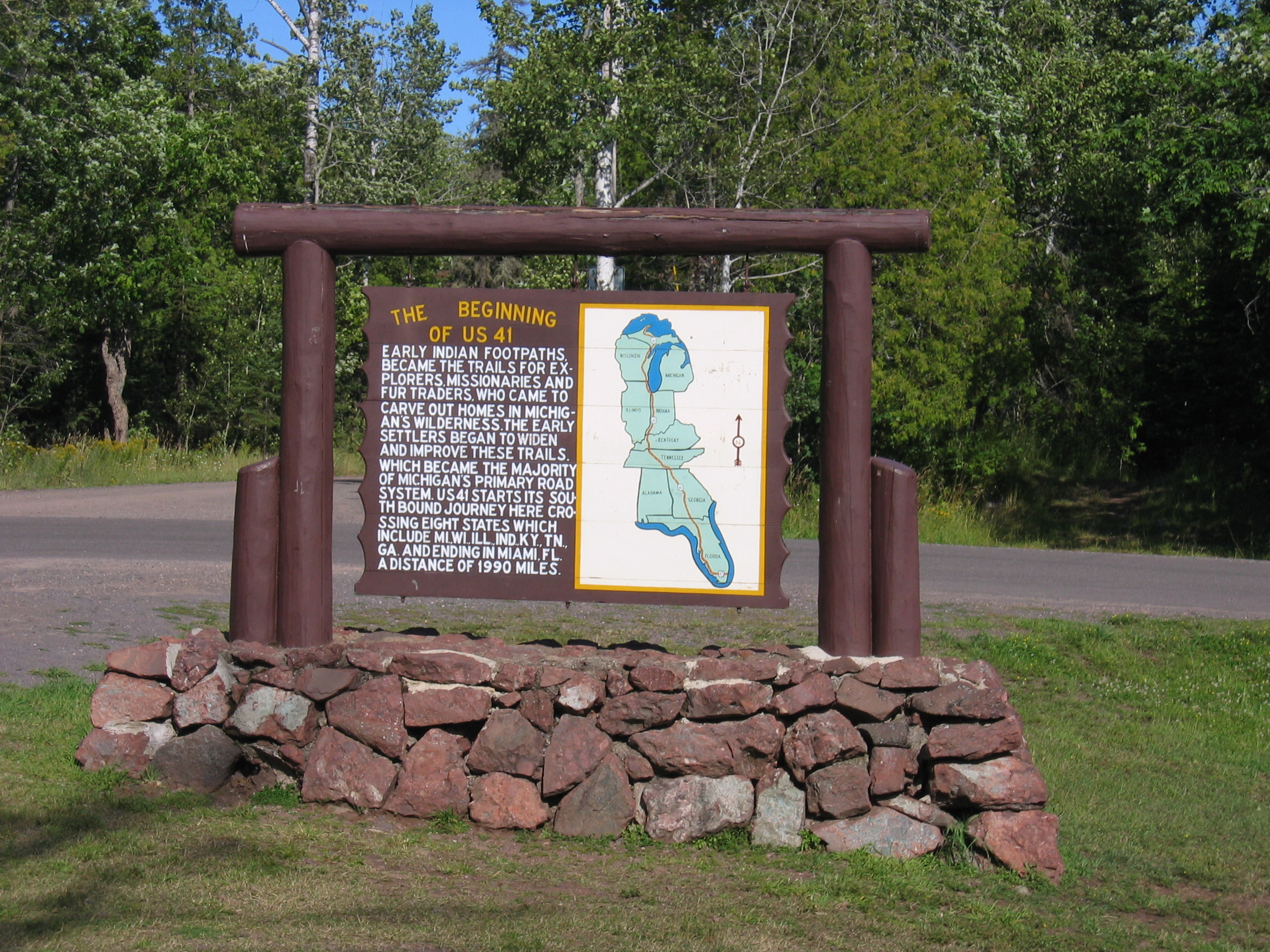
Знак у Купер-Харбор позначає точку, у якій починається автошлях США 41

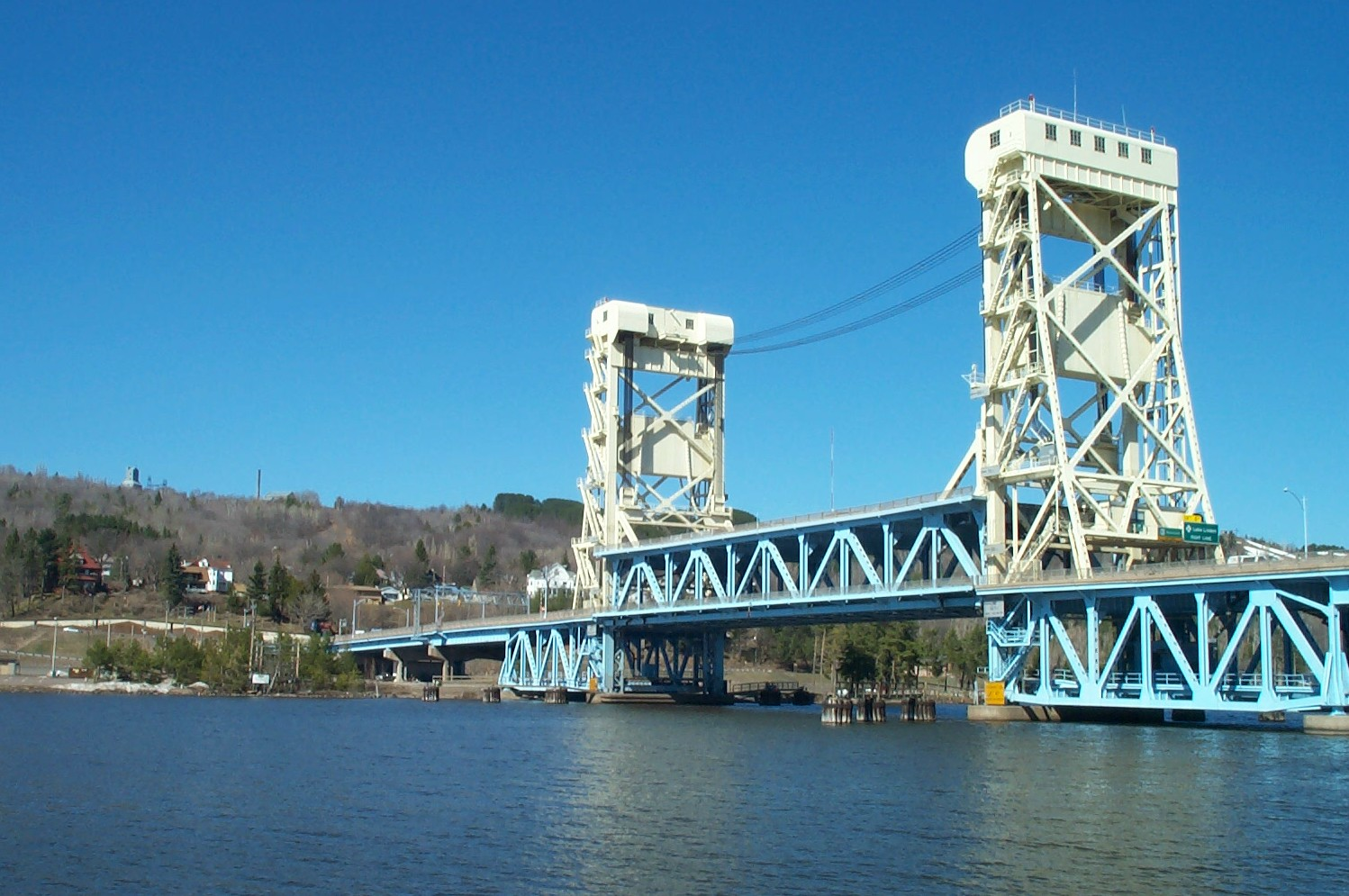
Підйомний міст Портадж-Лейк, що переводить автошлях США 41 / M-26 через водний шлях Ківінов від Хауфтона до Хенкока

Автошлях США 41входить з Марінетті у Вісконсині через міст до Міноміні. Автошлях США 41 проходить міста Мічигану: Есканаба, Маркетт, Делта, Ханкок, Коппер-Харбор.

## Історія
Коли шляхи спочатку були прокладені в 1926 році   Південна кінцева точка автошляху США 41 була в Наплс Флорида, де була західний кінець  автошляха США 94, що прямував на схід до Маямі. У 1949 році автошлях США 94 приєднали до автошляху США 41.
У 1953 році автошлях США 41 було продовжено до Маямі-Біч Флорида, що було скасовано у 2000 році. До 1993 року, колір, що використовували для автошляху США 41 був помаранчевий.
У 2005 році у Конгресі розпочалися зусилля щодо переназначення автошляху США 41 між Мілвокі та Грин-Беєм, як I-41. 2015 року майже усі позначки замінені на І-41, від штату Іллінойс й далі до Грин-Бей